# Evgenij Pomazan
Evgenij Valer'evič Pomazan (in russo Евгений Валерьевич Помазан?; traslitterazione anglosassone: Yevgeny Valeryevich Pomazan; Angren, 31 gennaio 1989) è un ex calciatore russo, di ruolo portiere.

## Carriera

### Club
Pomazan ha iniziato a giocare con la maglia del Kuban' nel 2006 per poi passare in prestito al CSKA Mosca nel 2007.

### Nazionale
Ha giocato nelle nazionali giovanili russe Under-17 ed Under-21.
Ha fatto parte della nazionale russa Under-17 che ha vinto l'Europeo Under-17 nel 2006. Ha anche rappresentato la selezione europea che ha vinto la Meridian Cup nel 2007, giocando la partita di andata (6-1 per la squadra UEFA).

## Palmarès

### Club

#### Competizioni nazionali
- Supercoppa di Russia: 1

CSKA Mosca: 2007
- Coppa di Russia: 2

CSKA Mosca: 2007-2008, 2008-2009